# Violated
Violated es el único EP lanzado en Europa de la banda de rap metal estadounidense Stuck Mojo. El álbum fue lanzado como un medio de promoción para la primera gira en el extranjero en Europa de la banda. El EP incluye una versión de la canción de Black Sabbath Sweet Leaf, y dos canciones en directo.

## Lista de canciones
| N.º | Título                           | Duración |  |
| 1.  | «Violated»                       | 3:11     |  |
| 2.  | «U.B. Otch»                      | 4:37     |  |
| 3.  | «Sweet Leaf»                     | 3:54     |  |
| 4.  | «Pizza Man»                      | 2:15     |  |
| 5.  | «F.O.D.» (Grabación en directo)  | 4:10     |  |
| 6.  | «Monster» (Grabación en directo) | 3:51     |  |

- Datos: Q7933101